# Bernt Lindqvist
Bernt Anders Lindqvist, född 9 november 1941 i Södertälje, är en svensk skådespelare. Mellan 1978 och 2011 var han chef för länsteatern i Jönköping, Smålands Musik och Teater.

## Filmografi
- 1990 – Fiendens fiende – Näslund
- 1991 – "Harry Lund" lägger näsan i blöt! – Bertilsson
- 1992 – Jönssonligan & den svarta diamanten – polischef
- 1993 – Drömmen om Rita – kommunalman
- 1994 – Utmaningen – Kihlgren
- 1994 – Den vite riddaren – Näslund
- 1994 – Jönssonligans största kupp – polischef
- 1996 – En dumskalles död – chefen
- 2005 – Miraklet i Småland – Ölmeberg

## Teater

### Regi (ej komplett)
| År   | Produktion             | Upphovsmän                     | Teater                |
| ---- | ---------------------- | ------------------------------ | --------------------- |
| 1995 | En minister på gaffeln | Luis Rego och Philippe Bruneau | Jönköpings länsteater |